# Raphael S. Ndingi Mwana a'Nzeki
Raphael S. Ndingi Mwana a'Nzeki (* 25. Dezember 1931 in Mwala, Kenia; † 31. März 2020 in Nairobi) war ein kenianischer Geistlicher und  römisch-katholischer Erzbischof von Nairobi.

## Leben
Nzeki empfing am 31. Januar 1961 durch John Joseph McCarthy in Nairobi die Priesterweihe. Er war in der Seelsorge in Makadara und Nairobi tätig und absolvierte ein Studium am St. John Fisher College in Rochester (New York). Er war Generalsekretär für die Bildungs- und Erziehungskommission der Bischofskonferenz in Kenia. 
Am 29. Mai 1969 wurde er von Papst Paul VI. zum ersten Bischof von Machakos ernannt. Die Bischofsweihe spendete ihm Paul VI. selbst; Mitkonsekratoren waren der damalige Sekretär der Kongregation für die Evangelisierung der Völker und spätere Kardinal, Sergio Pignedoli, und der damalige Erzbischof von Kampala und spätere Kardinal, Emmanuel Kiwanuka Nsubuga. Am 30. August 1971 erfolgte die Ernennung zum ersten Bischof von Nakuru. 
Am 14. Juni 1996 wurde er durch Papst Johannes Paul II. zum Koadjutor des Erzbischofs von Nairobi Maurice Michael Otunga ernannt und folgte diesem am 21. April 1997 im Amt. Er war langjähriges Mitglied der Kenianischen Bischofskonferenz, dessen Vorsitzender von 1982 bis 1988, und engagierte sich maßgeblich gegen die Immunschwäche AIDS in Kenia.
Am 6. Oktober 2007 nahm Papst Benedikt XVI. Ndingi Mwana a'Nzekis aus Altersgründen vorgebrachtes Rücktrittsgesuch an und ernannte gleichzeitig John Njue zu seinem Nachfolger.